# پخشاب نهر تاریخی داریون
پخشاب نهر تاریخی داریون مربوط به دوره اشکانیان - دوره ساسانیان است و در شوشتر، داخل شهر واقع شده و این اثر در تاریخ ۱۰ مهر ۱۳۸۰ با شمارهٔ ثبت ۴۱۴۱ به‌عنوان یکی از آثار ملی ایران به ثبت رسیده‌ است.
داریون رودی است در شوشتر که از رود شطیط جدا می‌شود و دوباره به آن ملحق می‌گردد. این رود، داریوش یا دارا نیز نام دارد و در زمان داریوش هخامنشی کنده شده است. پخشاب رود تاریخی داریون به همراه ۱۵ اثر تاریخی دیگر شوشتر به صورت یکجا در نشست سالانه کمیته میراث جهانی یونسکو در ۲۶ ژوئن ۲۰۰۹ (۵ تیرماه ۱۳۸۸) در شهر سویل اسپانیا، با احراز معیارهای ۱، ۲ و ۵ با عنوان نظام آبی تاریخی شوشتر به عنوان دهمین اثر ایران در فهرست میراث جهانی یونسکو با شماره ۱۳۱۵ به ثبت رسید.